# Lapidogorgia
Lapidogorgia is een geslacht van neteldieren uit de klasse van de Anthozoa (bloemdieren).

## Soorten
- Lapidogorgia batseba Grasshoff, 2000
- Lapidogorgia cimenia Grasshoff, 1999